# Atenção farmacêutica
Atenção Farmacêutica ou Cuidado Farmacêutico é o conjunto de ações, promovidas por um farmacêutico, em colaboração com os demais profissionais de saúde, que visam promover o uso racional dos medicamentos e a manutenção da efetividade e segurança do tratamento.
Segundo a Organização Mundial da Saúde a atenção farmacêutica é: um conceito de prática profissional na qual o paciente é o principal beneficiário das ações do farmacêutico. A AF é o compêndio das atitudes, os comportamentos, os compromissos, as inquietudes, os valores éticos, as funções, os conhecimentos, as responsabilidades e as habilidades do farmacêutico na prestação da farmacoterapia com o objetivo de obter resultados terapêuticos definidos na saúde e na qualidade de vida do paciente.

## Conceitos relacionados
Farmácia comunitária
"Estabelecimento de prestação de serviços farmacêuticos de interesse público e/ou privado, articulada ao Sistema Único de Saúde, destinada a prestar assistência farmacêutica e orientação sanitária individual ou coletiva, onde se processe a manipulação e/ou dispensação de produtos e correlatos com finalidade profilática, curativa, paliativa, estética ou para fins de diagnósticos".
Conselho Federal de Farmácia. Resolução N.º 357 De 20 De Abril De 2001. Aprova o Regulamento Técnico das Boas Práticas de Farmácia.
Acompanhamento farmacoterapêutico
"É um componente da Atenção Farmacêutica e configura um processo no qual o farmacêutico se responsabiliza pelas necessidades do usuário relacionadas ao medicamento, por meio da detecção, prevenção e resolução de Problemas Relacionados aos Medicamentos (PRM), de forma sistemática, contínua e documentada, com o objetivo de alcançar resultados definidos, buscando a melhoria da qualidade de vida do usuário".
OPAS (org.). Consenso brasileiro de atenção farmacêutica: proposta. - Brasília: Organização Pan-Americana da Saúde, 2002. 24 p.
Intervenção farmacêutica
"É um ato planejado, documentado e realizado junto ao usuário e profissionais de saúde, que visa resolver ou prevenir problemas que interferem ou podem interferir na farmacoterapia, sendo parte integrante do processo de acompanhamento/seguimento farmacoterapêutico".
OPAS (org.). Consenso brasileiro de atenção farmacêutica: proposta. - Brasília: Organização Pan-Americana da Saúde, 2002. 24 p.
Atendimento Farmacêutico
"É o ato em que o farmacêutico, fundamentado em sua práxis, interage e responde às demandas dos usuários do sistema de saúde, buscando a resolução de problemas de saúde, que envolvam ou não o uso de medicamentos. Este processo pode compreender escuta ativa, identificação de necessidades, análise da situação, tomada de decisões, definição de condutas, documentação e avaliação, entre outros".
OPAS (org.). Consenso brasileiro de atenção farmacêutica: proposta. - Brasília: Organização Pan-Americana da Saúde, 2002. 24 p.
Uso Racional de Medicamentos
"É o processo que compreende a prescrição apropriada; a disponibilidade oportuna e a preços acessíveis; a dispensação em condições adequadas; e o consumo nas doses indicadas, nos intervalos definidos e no período de tempo indicado de medicamentos eficazes, seguros e de qualidade".
Brasil. Ministério da Saúde. Política nacional de medicamentos 2001. Brasília: Ministério da Saúde, 2001.
Devido aos problemas encontrados nos serviços de saúde, falta de condições, o uso irracional de medicamentos poderá provocar danos à saúde da população e causar dependência, sendo que o atendimento médico ainda continua sendo uma forma de avaliar o paciente antes do diagnóstico e prescrição. 
Dispensação
"É o ato profissional farmacêutico de proporcionar um ou mais medicamentos a um paciente, geralmente como resposta à apresentação de uma receita elaborada por um profissional autorizado. Nesse ato, o farmacêutico informa e orienta o paciente sobre o uso adequado do medicamento. São elementos importantes da orientação, entre outros, a ênfase no cumprimento da dosagem, a influência dos alimentos, a interação com outros medicamentos, o reconhecimento de reações adversas potenciais e as condições de conservação dos produtos".
Brasil. Ministério da Saúde. Política nacional de medicamentos 2001. Brasília: Ministério da Saúde, 2001.
Problemas relacionados ao medicamento
"Problemas Relacionados com Medicamentos são problemas de saúde, entendidos como resultados clínicos negativos, derivados da farmacoterapia que, produzidos por diversas causas, conduzem ao não alcance do objetivo terapêutico ou ao surgimento de efeitos não desejados".
Comitê de consenso. Segundo Consenso de Granada sobre Problemas Relacionados con Medicamentos. Ars Pharmaceutica 2002; 43 (3-4): 175-184.
Assistência farmacêutica
"Grupo de atividades relacionadas com o medicamento, destinadas a apoiar as ações de saúde demandadas por uma comunidade. Envolve o abastecimento de medicamentos em todas e cada uma de suas etapas constitutivas, a conservação e controle de qualidade, a segurança e a eficácia terapêutica dos medicamentos, o acompanhamento e a avaliação da utilização, a obtenção difusão de informação sobre medicamentos e a educação permanente dos profissionais de saúde, do paciente e da comunidade para assegurar o uso racional de medicamentos".
Brasil. Ministério da Saúde. Política nacional de medicamentos 2001. Brasília: Ministério da Saúde, 2001.
A História da Atenção Farmacêutica pode ser contada pelos artigos publicados ao redor do mundo sobre o tema. Os artigos citados abaixo têm sido forte influência na construção da atenção farmacêutica no Brasil:
- Pharmacy as a clinical profession (PDF)

Hepler CD. Am J Hosp Pharm 1985; 42:1298-1306.
- Drugs Don't Have Doses… People Have Doses (PDF)

Cipolle RJ. Drug Intelligence and Clinical Pharmacy. 1986; 20(10): 881-882.
- Documenting the clinical pharmacist's activities: back to basics (PDF)

Strand LM, Cipolle RJ, Morley PC. Drug Intell Clin Pharm. 1988;22(1):63-67.
- Opportunities and responsibilities in pharmaceutical care (PDF)

Hepler CD, Strand LM. Am J Hosp Pharm.1990:47;533-43 and Am J Pharm Ed. 1990:53(Winter Supplement);75-155.
- Drug-related problems: Their structure and their function (PDF)

Strand LM, Cipolle RJ, Morley PC. Drug Intel Clin Pharm. 1990:24:1093-7.
- El papel del farmacéutico en el sistem de atención de salud (PDF)

Buenas prácticas de farmacia. Organização Mundial da Saúde (OMS). Informe da Reunião de Tókio, 1993.
- Therapeutic Outcomes Monitoring (TOM) in Asthma (PDF)

Pharmacy-Based Asthma Services - Protocol and Guidelines
Organização Mundial da Saúde (OMS), 1998.
- Consenso de Granada sobre Problemas Relacionados con Medicamentos (PDF)

Comité de Consenso (Painel Ad Hoc). Pharmaceutical Care España 1999; 1: 107-112
- Método Dáder - Guía de Seguimiento Farmacoterapéutico (PDF)

Machuca M, Fernández-Llimós F, Faus MJ. GIAF-UGR, 2003.
- Segundo Consenso de Granada sobre Problemas Relacionados con Medicamentos (PDF)

Comitê de Consenso. Ars Pharmaceutica, 43:3-4; 175-184, 2002
- Consenso Brasileiro de Atenção Farmacêutica - Prospota (PDF)

Organização Panamericana da Saúde e parceiros. Brasília: OPAS, 2002.
- Seguimiento Farmacoterapéutico: Método Dáder (3a revisão: 2005) (PDF)

Grupo de Investigación en Atención Farmacéutica, Universidad de Granada
Pharmacy Practice 2006; 4(1): 44-53.
- Tercero Consenso de Granada sobre Problemas Relacionados on Medicamentos (PDF)

Comitê de Consenso. Ars Pharmaceutica 2007, 48 (1):5-17

## Objetivos essenciais do tratamento farmacológico[4]
- Cura da doença
- Eliminação ou redução de sintomas
- Redução da progressão da doença
- Prevenção de doenças
- Qualidade de vida